# Gustav Pötzsch
Gustav Pötzsch (* 19. August 1898 in Rixdorf bei Berlin; † 28. Mai 1963 in Berlin-Lichtenberg) war ein deutscher KPD-Funktionär und Widerstandskämpfer gegen das NS-Regime.

## Leben
Pötzsch entstammte einer Arbeiterfamilie. Er absolvierte eine Ausbildung bei der Eisenbahn. Von 1917 bis 1919 leistete er Kriegsdienst in einer Maschinengewehrkompanie. Bei einem Fronteinsatz in Flandern wurde er so schwer verwundet, dass sein linker Unterschenkel amputiert werden musste.
Nach dem Ersten Weltkrieg arbeitete er unter anderem als Schaffner bei den Berliner Verkehrsbetrieben (BVG). 1919 trat er der USPD bei und wurde Mitglied des Transportarbeiter-Verbandes. Ende 1920 wechselte er in Berlin-Neukölln zur KPD. Im Juni 1929 wurde Pötzsch auf dem XII. Weddinger Parteitag in das Zentralkomitee der KPD gewählt. 
Nach der „Machtergreifung“ der Nationalsozialisten organisierte er ab Februar 1933 die illegale Arbeit innerhalb der BVG. Er wurde verhaftet und verblieb von August bis Dezember 1933 in „Schutzhaft“. Im April 1935 emigrierte er in die Tschechoslowakei nach Prag, anschließend in die Sowjetunion. In Moskau war er Kursant an der Internationalen Leninschule. Im Juli 1937 kehrte er nach Prag zurück und wirkte als Instrukteur für Kuriere, die zur illegalen Arbeit nach Berlin gingen. 
Nachdem deutsche Truppen im März 1939 das restliche Staatsgebiet der Tschechoslowakei besetzt hatten, flüchtete Pötzsch nach Polen, später von dort weiter nach Norwegen. Von 1940 bis 1946 hielt er sich in Schweden auf, wo er zeitweise interniert wurde. 
Pötzsch kehrte im Mai 1946 nach Deutschland zurück. Er trat der SED bei und wurde Dienststellenleiter bei der BVG. Bis 1961 war er für die SED-Betriebsgruppen im Westen Berlins verantwortlich.